# Vũ Cương, Bình Đỉnh Sơn
Vũ Cương (chữ Hán giản thể: 舞钢市, Hán Việt: Vũ Cương thị) là một thành phố cấp huyện của địa cấp thị Bình Đỉnh Sơn, tỉnh Hà Nam Cộng hòa Nhân dân Trung Hoa. Thành phố Vũ Cương có diện tích 644 km², dân số năm 2002 là 320.000 người. Thành phố này có mã số bưu chính 462500., mã vùng điện thoại là 0375. Đây là nơi có một trong những công ty thép lớn nhất Trung Quốc. Thành phố này là nơi nghỉ mát cho các khu vực lân cận, có cảnh quan hồ và núi.